# Nosopsyllus garamanticus
Nosopsyllus garamanticus är en loppart som beskrevs av Beaucournu et Launay 1988. Nosopsyllus garamanticus ingår i släktet Nosopsyllus och familjen fågelloppor. Inga underarter finns listade i Catalogue of Life.